# Wabasso (Florida)
Wabasso es un lugar designado por el censo ubicado en condado de Río Indio en el estado estadounidense de Florida. En el Censo de 2010 tenía una población de 609 habitantes y una densidad poblacional de 96,01 personas por km².

## Geografía
Wabasso se encuentra ubicado en las coordenadas 27°44′52″N 80°26′11″O / 27.74778, -80.43639. Según la Oficina del Censo de los Estados Unidos, Wabasso tiene una superficie total de 6.34 km², de la cual 6.34 km² corresponden a tierra firme y (0%) 0 km² es agua.

## Demografía
Según el censo de 2010, había 609 personas residiendo en Wabasso. La densidad de población era de 96,01 hab./km². De los 609 habitantes, Wabasso estaba compuesto por el 91.13% blancos, el 5.75% eran afroamericanos, el 0.16% eran amerindios, el 0.16% eran asiáticos, el 0% eran isleños del Pacífico, el 2.13% eran de otras razas y el 0.66% pertenecían a dos o más razas. Del total de la población el 4.43% eran hispanos o latinos de cualquier raza.